# Muro de Huy

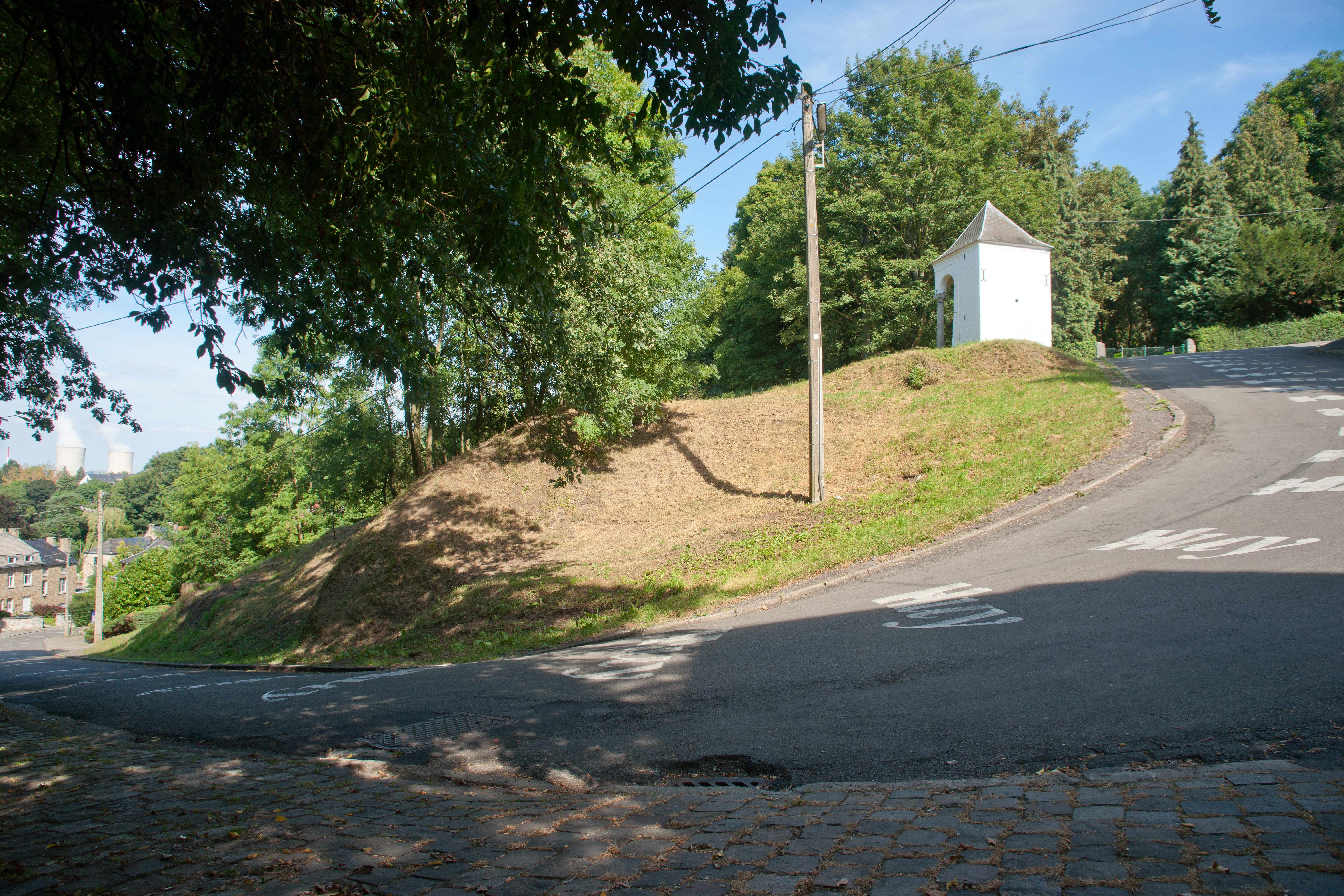
Subida al Muro de Huy.

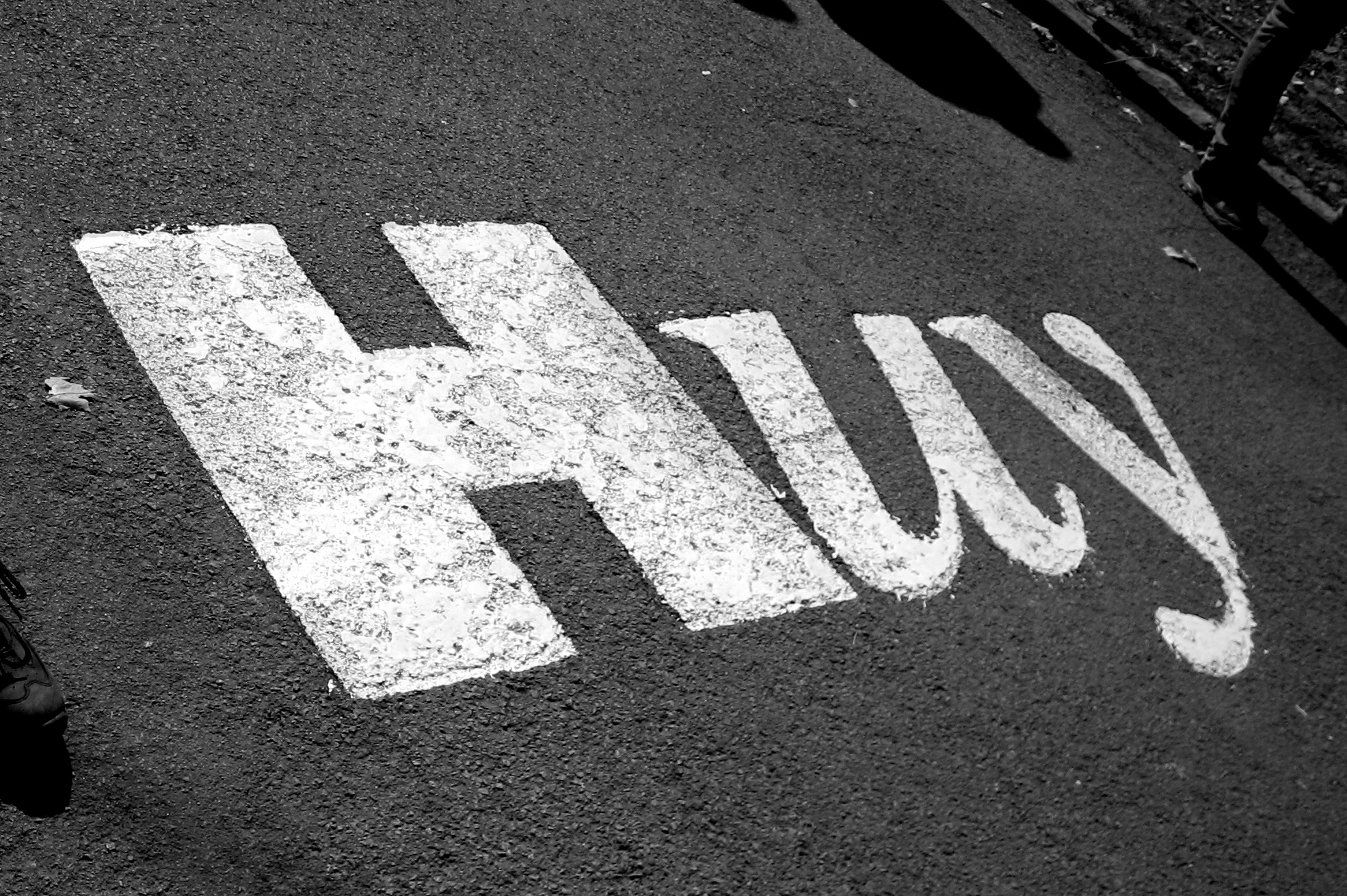
Pinturas en la subida al Muro de Huy.

El Muro de Huy (Mur de Huy) es una colina de 204 metros en Huy (Bélgica). Es también conocido como le Chemin des Chapelles, por las siete capillas que hay en su camino. El alto, de 128 metros de desnivel, es famoso por ser parte del recorrido de la Flecha Valona, una clásica carrera ciclista que se celebra cada año en el mes de abril y que es la segunda de las tres Clásicas de las Ardenas.
El Muro es el lugar donde se sitúa la meta de la Flecha Valona desde 1983. Se sube un total de tres veces a lo largo de la carrera, siendo la última de ellas el ascenso final al situarse en su cima la línea de meta. La subida es corta (1300 metros) pero dura, con un desnivel medio del 9'3% y rampas de hasta el 26%, siendo habitualmente decisiva para la victoria final.
También se sube en otras carreras belgas a destacar su inclusión en el Eneco Tour, otra carrera del UCI WorldTour, aunque lejos de meta y con apenas incidencia en el resultado final de la prueba.
En el 2015 el Tour de Francia utilizó el Muro de Huy como final de la 3.ª etapa.

## Características
- Altitud: 204 m.
- Comienzo: Huy (76 m).
- Desnivel: 128 m.
- Longitud: 1.3 km.
- Pendiente media: 9,8 %
- Pendiente máxima: 26 %